# Jardins des Tanneries
Les Jardins des Tanneries sont un vaste jardin paysager de la ville du Mans situé en bordure de la Sarthe, en marge du quai Louis-Blanc sur la rive gauche. Leur spécificité est d'être implantés sur le quartier des Tanneries, ancien quartier de la vieille ville détruit à cause de son insalubrité. Sa démolition ayant été ordonnée en 1869, il fallut le remplacer par un ensemble de quais permettant de se rendre plus facilement aux gares du Mans. 

## Histoire
L'atmosphère des jardins est ancrée grâce à des restes des fortifications médiévales du quartier. On y trouve également le dernier pilier d'un ancien chef-d'œuvre de la ville : le pont en X. Ce pont qui servait autrefois aux trains départementaux, traversait la Sarthe pour rejoindre la gare des halles. Il fut dynamité en 1944. Les jardins des Tanneries forment un parallélisme avec les jardins de Gourdaine, situés de l'autre côté du tunnel des Jacobins. Ils forment également un parallélisme avec les jardins Pierre de Ronsard et Jacques Pelletier avec, pour axe de symétrie, l'étalement est-ouest du Vieux Mans. Bien qu'ils soient en dehors, ces jardins sont rattachés administrativement au Vieux Mans dont ils étaient autrefois un quartier constitutif.

## Inspiration picturale

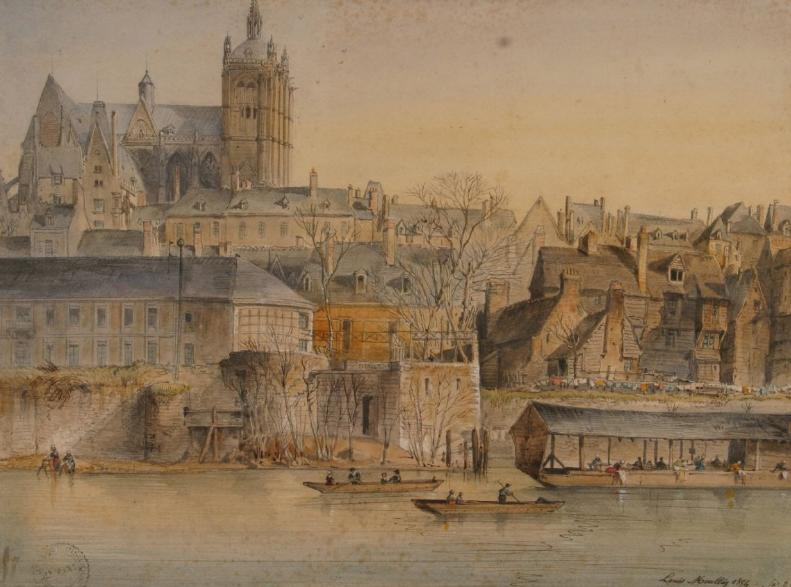
Peinture de Moullin en 1850.

L'ancien quartier des Tanneries inspira bon nombre de peintres manceaux du milieu du XIXe siècle. Alors industrieux et sale, le quartier, situé au bas de la colline, se trouve coincé entre la muraille du IIIe siècle et la Sarthe. À cette époque, les maisons à pan de bois sont enchevêtrées les unes sur les autres. Les séchoirs se mêlent aux restes de murailles gallo-romaines. Les peintres ont rendu tout cela sous différents jours, entre pittoresque, réalisme et excès. Surtout, les tanneries permettaient d'obtenir un panorama saisissant, souvent du nord-ouest du vieux Mans. L'atmosphère de l'endroit est contrastée entre décrépitude du quartier bas (voire de la cité Plantagenêt tout entière) et éclat de la cathédrale, dominant la colline tout entière. Certains peintres, à l'image de Charles Suan, Charles Dugasseau ou Louis Moullin, ont beaucoup travaillé cet effet de perspective. D'autres ont directement opté pour des représentations plus rares : la détérioration au plus près du quartier comme pour la place de l'Hôpitau ou des plans rapprochés de la muraille par Georges Crinier.
La plus grande collection restante est celle peinte par Louis Moullin au cours des années 1850, décennie de changements profonds dans l'architecture de la ville. Ses œuvres montrent par exemple les moulins reliés entre eux par quelques pontons peu assurés tandis que les bateaux-lavoirs sont très précisément dessinés. Même la petite population composée de tanneurs, de teinturiers et de pêcheurs s'y trouve. Grâce à ces descriptions minutieuses, les œuvres de Moullin sont les empreintes marquantes d'un réalisme manceau. Au cours des années 1870, ce sont Ludovic Piette et Léon Benett qui réaliseront des dessins au fusain du quartier. Ces représentations grisâtres montreront avec une grande minutie la pauvreté régnant au bord de la Sarthe. Surtout, les quartiers inondés chaque année se détériorent rapidement et les premiers à souffrir sont les habitants.

## Galerie

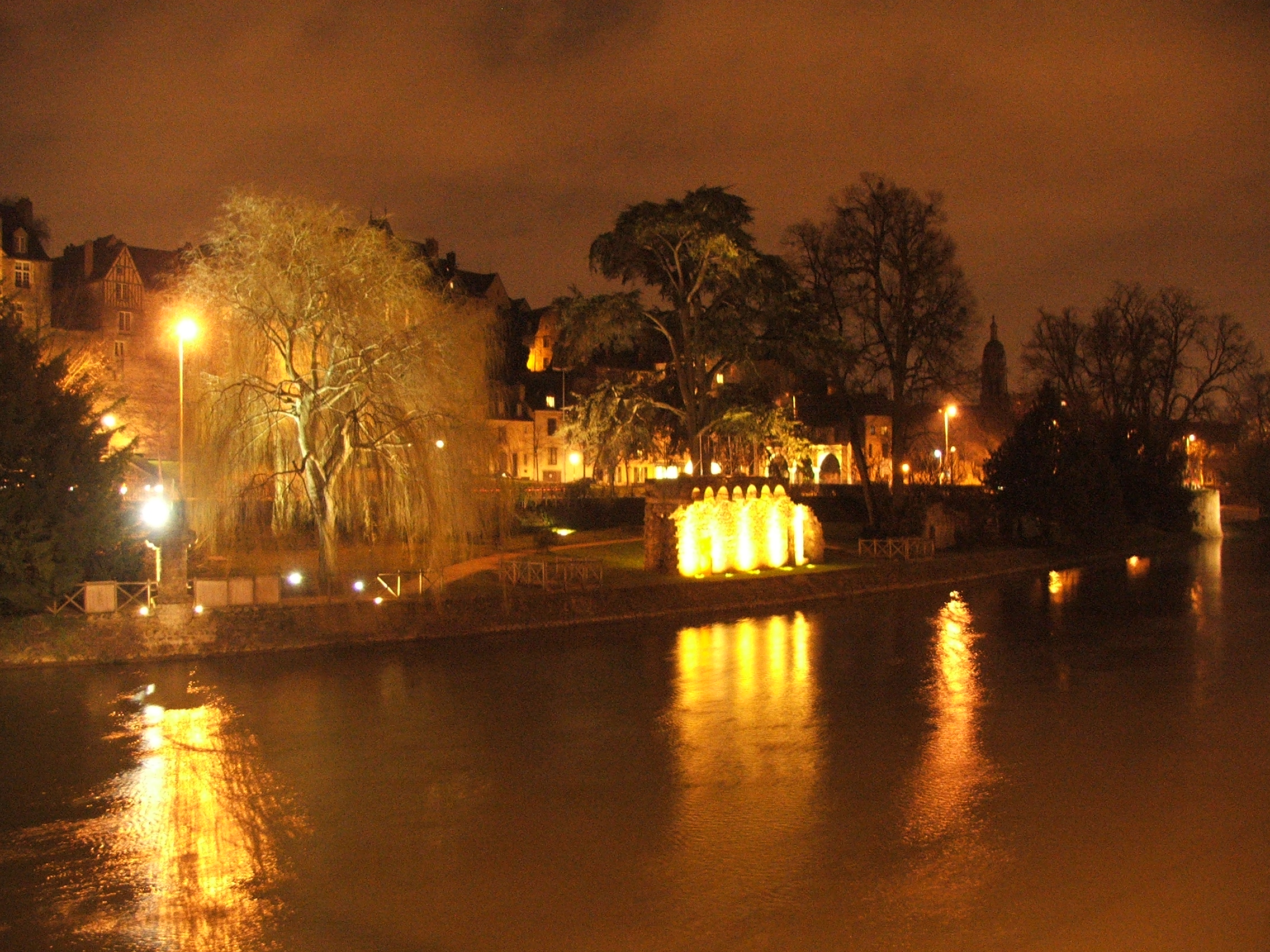
Les Tanneries, en hiver et de nuit, depuis le pont Yssoir.

On possède encore des représentations picturales de l'ancien quartier des Tanneries grâce, notamment, à quelques tableaux de Louis Moullin, visibles au musée de la Reine Bérengère. Plus rares, quelques photographies d'époque, notamment prises par Louis Ferré permettent de se rendre compte avec justesse des anciennes particularités de ce quartier. Il était constitué en pente descendante jusqu'à la Sarthe, dont les plus basses avaient les pieds dans l'eau. Cette façade nord du quartier avait une densité d'habitations relativement importante. Une autre partie du quartier se trouvait à l'intérieur des murs et seule une petite partie, qui n'a pas été rasée, est toujours visible aujourd'hui "intra muros". Entre les maisons au bord de la Sarthe, restaient toujours de vieux pans de murailles parmi les plus anciens de la ville. L'autre muraille, celle toujours visible aujourd'hui se trouvait bien plus haut. Elle est aujourd'hui accessible depuis les quais routiers. Les jardins des Tanneries ont été aménagés en contrebas du quai Louis Blanc, formant un petit étage sous baissé par rapport à la voirie piétonne et routière.

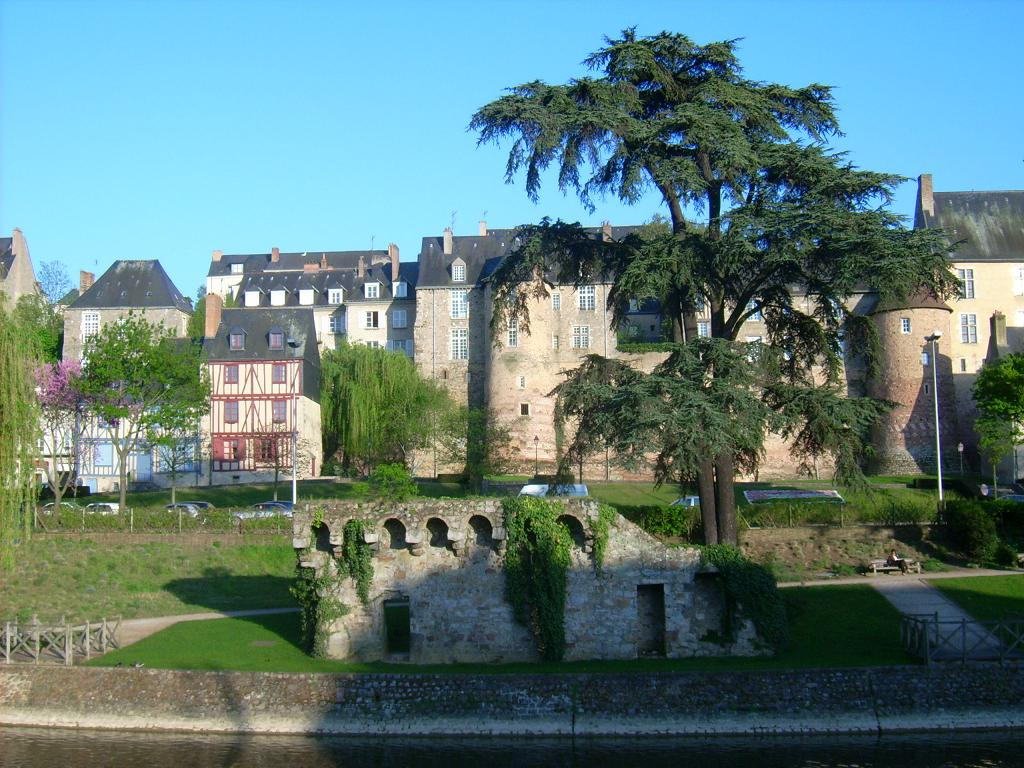
Au cœur des jardins en 2007
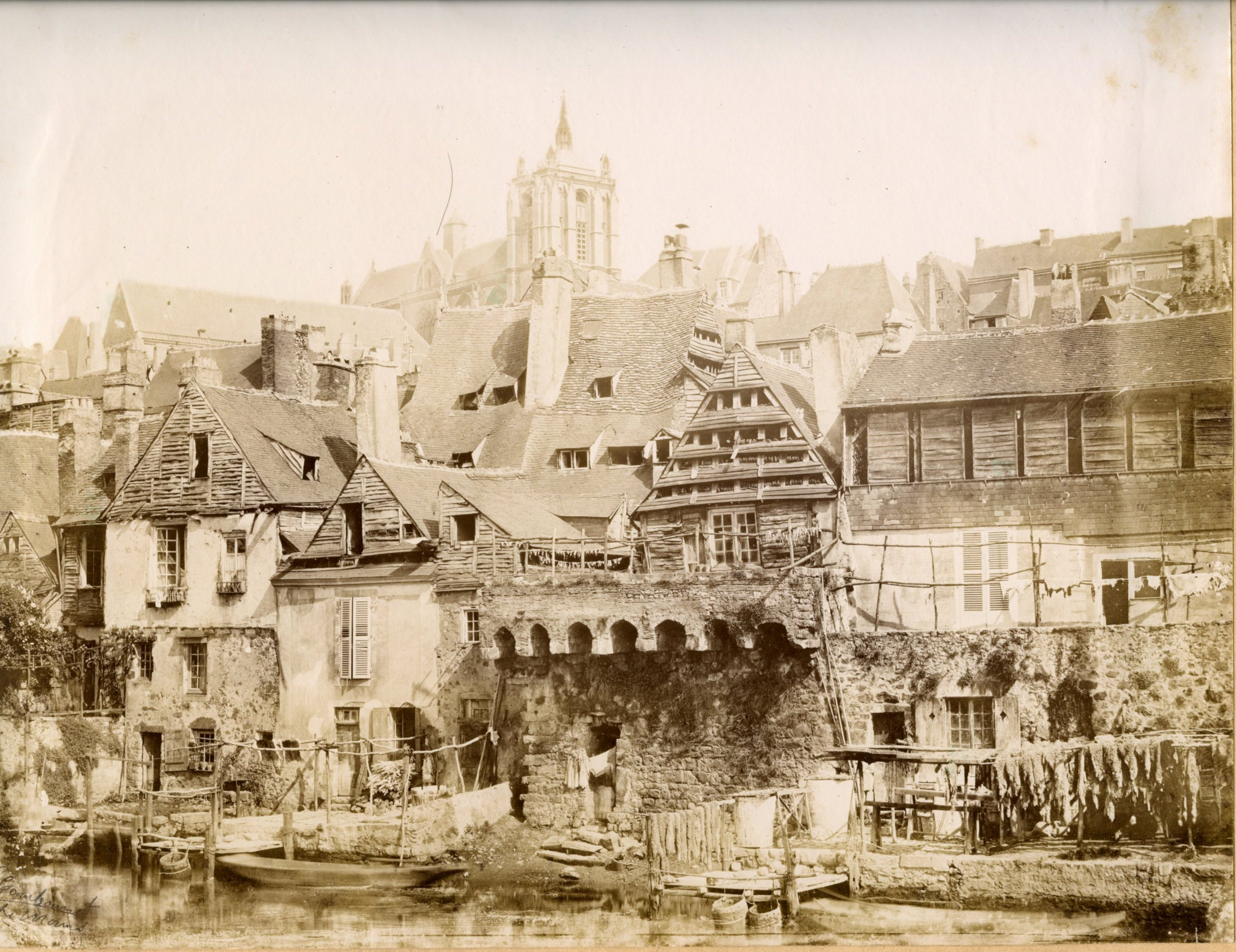
Photographies des tanneries encore en place
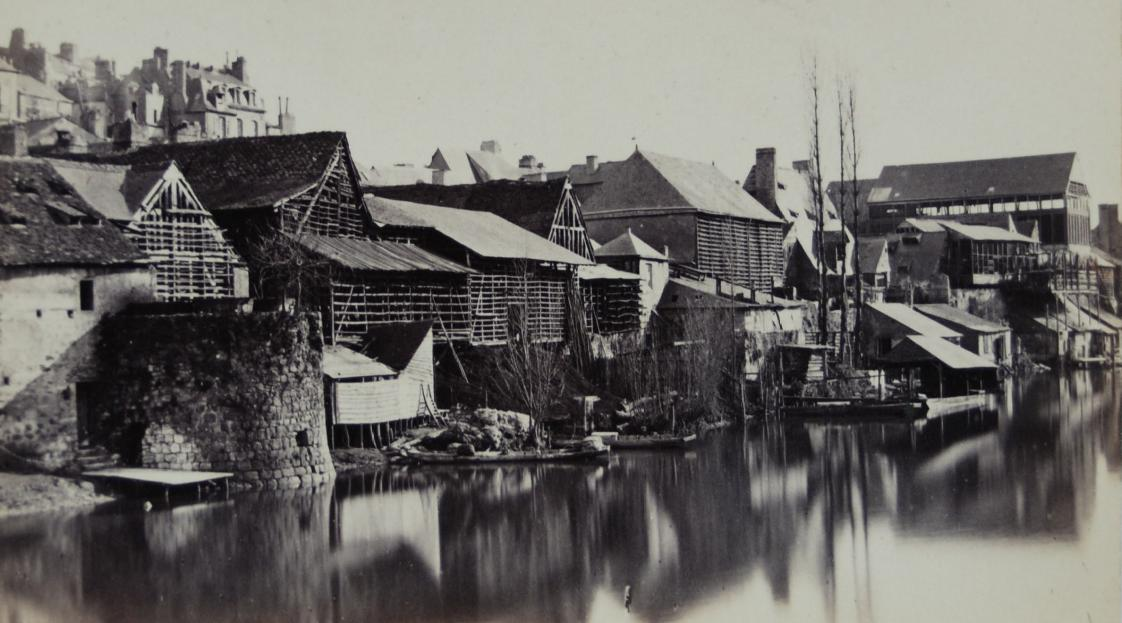
Les tanneries avant 1870
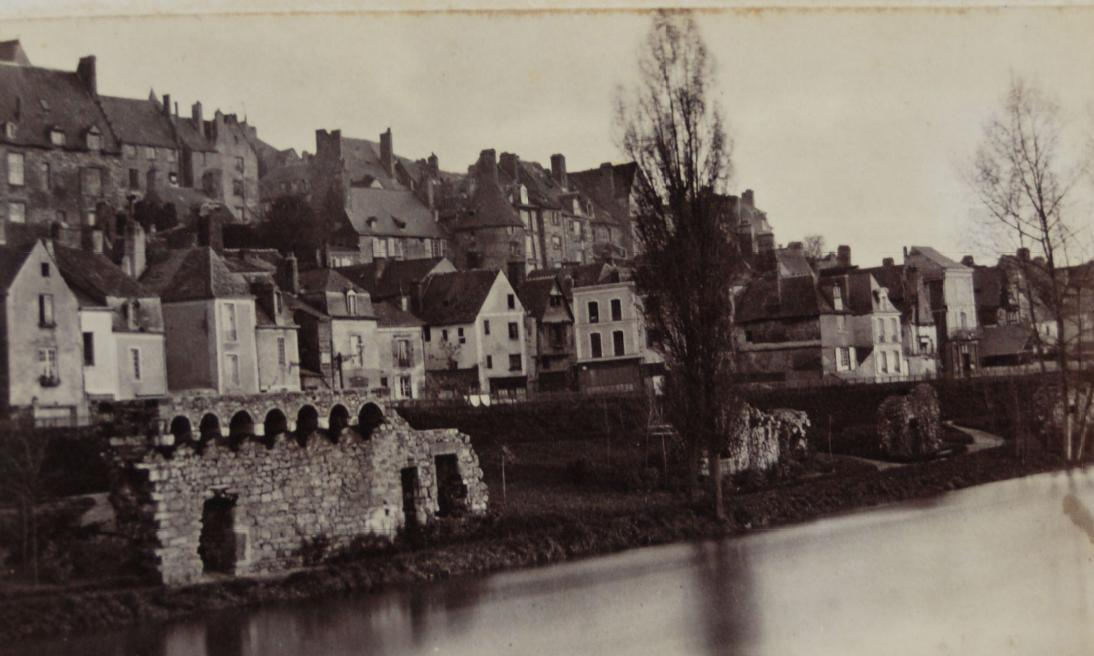
Les jardins de Gourdaine après 1875

## Sources
- Site officiel des parcs publics du Mans